# Stanislav Binički
Stanislav Binički (serb. Станислав Бинички; ur. 27 lipca 1872 w Jasice, zm. 15 lutego 1942 w Belgradzie) – serbski kompozytor.

## Życiorys
Ukończył studia na uniwersytecie w Belgradzie, następnie uczył się muzyki u Josefa Rheinbergera w Monachium. Był współorganizatorem założonej w 1899 roku w Belgradzie Serbskiej Szkoły Muzyki. Dyrygował orkiestrą opery belgradzkiej. Założył także wojskową orkiestrę symfoniczną, z którą występował w kraju i za granicą.
Był autorem pierwszej serbskiej opery, Na uranku (1903). Komponował również utwory orkiestrowe oraz pieśni, w których wykorzystywał elementy serbskiej muzyki ludowej.
Z odznaczeń państwowych otrzymał serbskie Order Świętego Sawy II klasy, Order Orła Białego IV klasy, Order Gwiazdy Jerzego Czarnego IV klasy i Order Krzyża Takowy V klasy, a także francuski Order Palm Akademickich I klasy oraz perski Order Lwa i Słońca IV klasy.